# Flaçà
Flaçà – gmina w Hiszpanii, w prowincji Girona, w Katalonii, o powierzchni 6,72 km². W 2011 roku gmina liczyła 1065 mieszkańców.